# Luis M. Chiappe

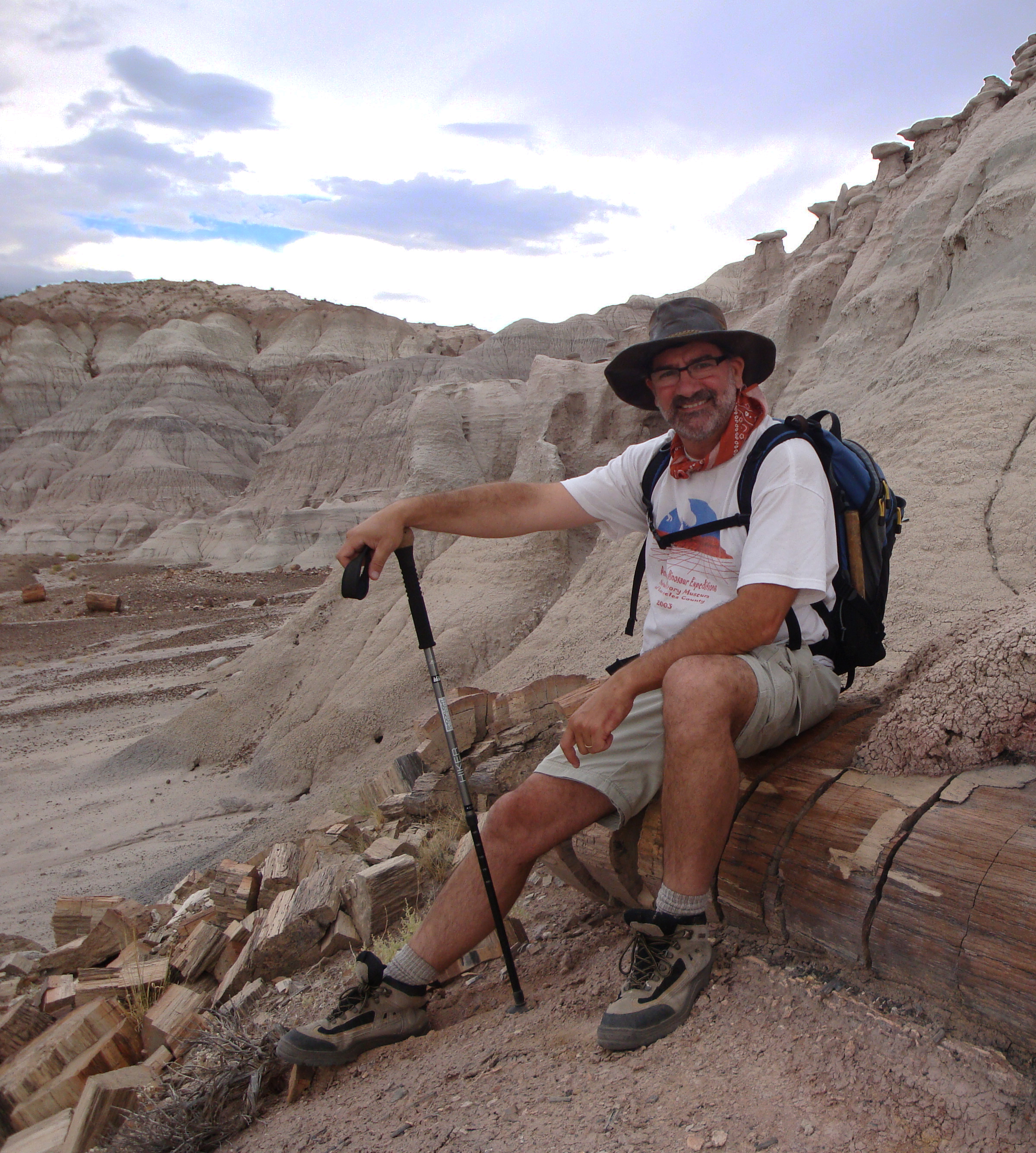
Luis M. Chiappe, 2009

Luis M. Chiappe (* 18. Juni 1962) ist ein argentinischer Paläontologe, dessen wissenschaftliches Interesse den fossilen Wirbeltieren gilt.
Er ist Kurator und Direktor des Dinosaur Institute des Natural History Museum of Los Angeles County. Außerdem ist er Adjunct Professor an der University of Southern California.

## Biografie
Chiappe arbeitete in den 1990er Jahren am American Museum of Natural History in New York City.
Er erhielt ein Guggenheim-Stipendium und einen Humboldt-Forschungspreis, mit dem er 2005 in München forschte. Er erhielt den Friedrich Wilhelm Bessel-Forschungspreis der Humboldt-Stiftung.
Von 2016 bis 2019 war Chiappe Präsident der Society of Avian Paleontology and Evolution (SAPE). 2019 wurde er zum Fellow der American Association for the Advancement of Science gewählt.

## Arbeit
Chiappe befasst sich vor allem mit fossilen Archosauriern und der Evolution der Vögel (Paläornithologie) und war zu paläontologischen Feldarbeiten außer in den USA unter anderem in der Mongolei, Argentinien, China und Kasachstan.
Er befasste sich insbesondere mit der frühen Evolution der Vögel, aber auch mit späteren Epochen. Er widersprach der Sicht einer explosionsähnlichen Diversifikation und Entstehung der modernen Vögel nach dem Aussterben der Nicht-Vogel-Dinosaurier an der Wende Kreide/Paläogen und spricht sich für eine sehr viel frühere Diversifikation aus. 
Er entdeckte in den 1990er Jahren neue Arten von Enantiornithes aus dem Mesozoikum von Argentinien (Neuquenornis volans, 1993, mit Jorge Calvo) und in den 2020ern aus Brasilien (Navaornis hestiae, 2024, mit G. Navalón und A.G. Martinelli).
Er gehört zu den Erstbeschreibern des vogelähnlichen Theropoden (einen Alvarezsaurier, von ihnen 1993 einer Gattung Mononykus zugeordnet) aus der Mongolei, den sie als flugunfähigen Vogel einordneten, ebenso wie Shuvuuia aus der Mongolei. Diese Einordnung, bedingt durch gewisse anatomische Ähnlichkeiten zu Vögeln, setzte sich aber nicht durch.
Er ist mit Ursula B. Göhlich Erstbeschreiber von Juravenator.
Chiappe befasste sich auch mit der Paläobiologie (Fortpflanzung, Brutaufzucht und Entwicklung) von Sauropoden. Chiappe war mit Lowell Dingus und Rodolfo Coria 1997/99 einer der Entdecker der Fundstelle von Sauropoden-Nestern in Auca Mahuevo in Patagonien mit sehr gut erhaltenen fossilen Eiern und Embryos.

## Schriften
- The Rise of Birds, in D. E. G. Briggs, P. R. Crowther (Hrsg.) Palaeobiology II. A Synthesis, Cambridge University Press 2001, S. 101–106
- mit Lowell Dingus: The tiniest giants : discovering dinosaur eggs, Random House 1999
- mit Lowell Dingus: Walking on eggs: the astonishing discovery of thousands of dinosaur eggs in the badlands of Patagonia, Scribner 2001
- mit Dingus, Coria Dinosaur eggs discovered! : unscrambling the clues, Minneapolis: Twenty-First Century Books 2008
- Glorified dinosaurs: the origin and early evolution of birds, Wiley 2007
- Herausgeber mit Lawrence M. Witmer: Mesozoic birds : above the heads of dinosaurs, University of California Press 2002
  - darin von Chiappe: Basal Bird Phylogeny: Problems and Solutions, 448–472 und mit C. A. Walker: Skeletal morphology and systematics of the Cretaceous Euenantiornithes (Ornithothoraces: Enantiornithes), 240–267
- mit G. J. Dyke: The mesozoic radiation of birds, Annual Review of Ecology and Systematics, 33, 2002, 91–124
- The first 85 million years of avian evolution, Nature, 378, 1995, 349–355
- mit Kevin Padian: The origin and early evolution of birds, Biological Reviews 73, 1998, 1–42
- mit Gareth Dyke: The early evolutionary history of birds, J. Paleont. Soc. Korea, 22, 2006, 133–151, pdf